# Aşağıdöşemeler, Eğil
Aşağıdöşemeler là một xã thuộc huyện Eğil, tỉnh Diyarbakır, Thổ Nhĩ Kỳ. Dân số thời điểm năm 2008 là 436 người.